# بوربها
پوربها (ت. 699 هـ) هو من مشاهير شعراء خراسان في القرن السابع الهجري.
هو تاج الدين بن بهاء الدين الجامي، المعروف بـ پوربها. سكن هراة و تتلمذ بها على ركن الدين الجنابذي كما اتصل بوجيه الدين الزنگى وطاهر الفريومدي ومدحهما وحظي لديهما. انتقل بعدها إلى تبريز وصار من عمال شمس الدين الجويني. توفي سنة 699 هـ، وقيل كان حياً سنة 713 هـ. له ديوان شعر فارسي.